# Иван Татаров
Иван Цветанов Татаров е български архитект.

## Биография
Роден на 2 юли 1926 г. в София.
Член на Работническия младежки съюз (РМС) от 1942 г., а на Българската комунистическа партия (БКП) от 1949 г.
От 1945 започва да учи архитектура в Държавната политехника, София. Продължил следването си в Художествената академия „Иля Репин“ в Ленинград (Институт живописи, скульптуры и архитектуры имени И. Е. Репина), където завършва и се дипломира през 1952 г. като „архитект-художник“.
Започва работа като асистент в катедра „Обществени сгради“ на Архитектурния факултет в ИСИ (1952), доцент (1962) във ВИСИ, професор (1975) и ръководител на катедра „Обществени сгради“ (1982) във ВИАС.
Директор на проектантско бюро (1964 – 1965) и главен архитект (1965 – 1967) на община в Тунис, където проектира спортни съоръжения, училища, жилищни сгради, градоустройство за нови селища.
В България работи в колективи по проектиране на спортни зали, театри, мемориални ансамбли и паметници. Сред проектите му е зала „Фестивална“ в София. Занимава се с разработки по градоустройство на Центъра на София и Центъра на Перник и с научни изследвания за училища и спортни сгради. До 1984 г. е участвал в повече от 70 национални и международни архитектурни конкурси.

## Награди и отличия
- 1975 г. – Орден „Народна република България“ – ІІ степен;
- 1976 г. – Почетно звание „заслужил архитект“;
- 1986 г. – Орден „Народна република България“ – І степен.